# جمهرة خطب العرب
جمهرة خطب العرب في عصور العربية الزاهرة  هو كتاب جمع فيه أحمد زكي صفوت كل ما أثر عن العرب من خطب ووصايا وما دار في مجالس الملوك والخلفاء والرؤساء من حوارات وجدال ومناظرات. وهو يحوي أربعة أبواب في ثلاثة أجزاء :
- الجزء الأول، ويحوي :
- في خطب الجاهلية
- في خطب صدر الإسلام
- الجزء الثاني، ويحوي خطب العصر الأموي
- الجزء الثالث، ويحوي:
- خطب العصر العباسي الأول
- ذيل الجمهرة
- في خطب متفرقة.

1. ↑  كتاب : جمهرة خطب العرب في عصور العربية الزاهرة موقع الكتاب الإسلامي, وصل لهذا المسار في 17 إبريل 2014م نسخة محفوظة 05 ديسمبر 2017 على موقع واي باك مشين.